# Rubén Blanco
Pour les articles homonymes, voir Blanco.
Rubén Santiago Blanco Veiga, né le 25 juillet 1995 à Mos en Espagne, est un footballeur espagnol qui évolue au poste de gardien de but à Olympique de Marseille.

## Biographie

### En club
Rubén Blanco commence le football à l'US Santa Mariña avant de rejoindre le Celta de Vigo. en 2010. Il fait ses débuts avec le Celta de Vigo Fortuna, l'équipe réserve du club, le 21 janvier 2012 à seulement 16 ans dans un match de troisième division espagnol contre le Club Atlético de Madrid B.
Le 26 mai 2013, qu'il joue son premier avec l'équipe première du Celta de Vigo, en entrant en jeu à la place de Javi Varas, bléssé, alors qu'il n'a pas encore 18 ans et garde sa cage inviolée. Revenu la saison suivante prendre du temps de jeu avec la réserve, il devient officiellement doublure dans l'équipe première lors de la saison 2014-2015. La saison suivante, toujours doublure, il joue l'intégralité des matchs de Coupe d'Espagne, jusqu'en demi-finale après avoir notamment éliminé l'Atlético Madrid.
Il devient finalement le gardien numéro un lors de la saison 2016-2017, même si deux blessures lui font manquer plus de la moitié de la saison. Il découvre cette saison là, la Coupe d'Europe en prenant part à quatre matchs de Ligue Europa lors de la phase de groupe, mais à cause de sa blessure, il ne participe pas à la suite de l'épopée du club qui atteint la demi-finale. Devenu titulaire, il perd sa place en 2021 au profit de Matías Dituro et après une saison sur le banc, il rejoint l'Olympique de Marseille sous la forme d'un prêt le 11 juillet 2022.
En juillet 2023, le prêt est levé et il quitte définitivement le club du Celta de Vigo pour s'engager avec le club Marseillais.

### Sélection nationale
Avec la sélection espagnole, il participe au championnat d'Europe des moins de 19 ans 2013 organisé en Lituanie. L'Espagne atteint les demi-finales de la compétition, en étant battue par la France.

## Statistiques

### En club
| Saison                | Club                          | Championnat           | Championnat | Championnat | Coupe(s) nationale(s) | Coupe(s) nationale(s) | Compétition(s) continentale(s) | Compétition(s) continentale(s) | Compétition(s) continentale(s) | Total | Total |
| Saison                | Club                          | Division              | M.          | B.          | M.                    | B.                    | Comp.                          | M.                             | B.                             | M.    | B.    |
| 2011-2012             | Celta de Vigo Fortuna         | Segunda División B    | 4           | 0           | -                     | -                     | -                              | -                              | -                              | 4     | 0     |
| 2013-2014             | Celta de Vigo Fortuna         | Segunda División B    | 30          | 0           | -                     | -                     | -                              | -                              | -                              | 30    | 0     |
| Sous-total            | Sous-total                    | Sous-total            | 34          | 0           | -                     | -                     | -                              | -                              | -                              | 34    | 0     |
| 2012-2013             | Celta de Vigo                 | Liga                  | 2           | 0           | -                     | -                     | -                              | -                              | -                              | 2     | 0     |
| 2013-2014             | Celta de Vigo                 | Liga                  | -           | -           | 1                     | 0                     | -                              | -                              | -                              | 1     | 0     |
| 2014-2015             | Celta de Vigo                 | Liga                  | 1           | 0           | 4                     | 0                     | -                              | -                              | -                              | 5     | 0     |
| 2015-2016             | Celta de Vigo                 | Liga                  | 8           | 0           | 8                     | 0                     | -                              | -                              | -                              | 16    | 0     |
| 2016-2017             | Celta de Vigo                 | Liga                  | 11          | 0           | 0                     | 0                     | C3                             | 4                              | 0                              | 15    | 0     |
| 2017-2018             | Celta de Vigo                 | Liga                  | 22          | 0           | 0                     | 0                     | -                              | -                              | -                              | 22    | 0     |
| 2018-2019             | Celta de Vigo                 | Liga                  | 25          | 0           | 1                     | 0                     | -                              | -                              | -                              | 26    | 0     |
| 2019-2020             | Celta de Vigo                 | Liga                  | 33          | 0           | 1                     | 0                     | -                              | -                              | -                              | 34    | 0     |
| 2020-2021             | Celta de Vigo                 | Liga                  | 19          | 0           | 0                     | 0                     | -                              | -                              | -                              | 19    | 0     |
| 2021-2022             | Celta de Vigo                 | Liga                  | 0           | 0           | 2                     | 0                     | -                              | -                              | -                              | 2     | 0     |
| Sous-total            | Sous-total                    | Sous-total            | 121         | 0           | 17                    | 0                     | -                              | 4                              | 0                              | 142   | 0     |
| 2022-2023             | Olympique de Marseille (prêt) | Ligue 1               | 6           | 0           | 1                     | 0                     | C1                             | 0                              | 0                              | 7     | 0     |
| 2023-2024             | Olympique de Marseille        | Ligue 1               | 2           | 0           | 1                     | 0                     | C1+C3                          | 1+1                            | 0                              | 5     | 0     |
| Sous-total            | Sous-total                    | Sous-total            | 8           | 0           | 2                     | 0                     | -                              | 2                              | 0                              | 12    | 0     |
| Total sur la carrière | Total sur la carrière         | Total sur la carrière | 163         | 0           | 19                    | 0                     | -                              | 6                              | 0                              | 188   | 0     |

## Palmarès
| Olympique de Marseille                          | Espagne espoirs                            |
| ----------------------------------------------- | ------------------------------------------ |
| - Championnat de France - Vice-champion : 2025. | - Championnat d'Europe - Finaliste : 2017. |